# Museo dell'Opera del Duomo (Firenze)
Il Museo dell'Opera del Duomo è un museo di Firenze, sul lato nord-est della piazza del Duomo. Raccoglie opere d'arte provenienti dal complesso sacro del Duomo di Firenze, Battistero e Campanile di Giotto, con un nucleo importantissimo di statuaria gotica e rinascimentale.
Tra le opere più importanti, lavori di Andrea Pisano, Arnolfo di Cambio, Nanni di Banco, le Porte di Ghiberti, la Pietà Bandini di Michelangelo ed una delle più ampie collezioni al mondo di opere di Donatello, seconda solo al Museo nazionale del Bargello.

## Storia e collezioni
Il museo odierno si trova nel luogo di un fabbricato utilizzato dal 1296 per ospitare l'Opera del Duomo, l'istituzione fondata dalla Repubblica Fiorentina, e sovrintesa dall'Arte della Lana, il cui compito era la costruzione, l'arredo e la manutenzione della cattedrale di Santa Maria del Fiore.
Nel XV secolo si trovava qui un cortile usato da Brunelleschi per deposito di legnami per la costruzione della Cupola, e sempre qui, intorno al 1500, Michelangelo scolpì il celebre David.
Alla fine del XIX secolo, l'Opera del Duomo, trovandosi nella situazione di dover scegliere se trasferire in altri Musei della Città le proprie opere d'arte più importanti dismesse dalle loro originarie collocazioni (soprattutto le due cantorie di Luca della Robbia e di Donatello) o mantenerle in ambienti fruibili al pubblico, decise di destinare alcune sale dei propri uffici a sala espositive e nel 1891 aprì al pubblico il proprio Museo.
Nel corso dei secoli si era infatti radunata una raccolta strabiliante di capolavori provenienti dai tre monumenti e di inestimabili memorie storiche sulla fabbrica di Santa Maria del Fiore, come i modellini del Brunelleschi per la Cupola, i progetti cinque-seicenteschi per la facciata e quelli ottocenteschi eseguiti in occasione dei concorsi banditi per il fronte neogotico. Altri importanti marmi, quali il San Matteo di Michelangelo, erano già confluiti nelle collezioni della Galleria dell'Accademia e del Museo Nazionale del Bargello. Nel corso del Novecento, tra alterne vicende, il Museo conobbe un progressivo incremento dei propri spazi e delle proprie collezioni. Importanti lavori di ingrandimento, ammodernamento e adeguamento tecnico furono condotti fra il 1998 e il 2000, in vista del Giubileo, da Luigi Zangheri e David Palterer hanno incrementato l'area espositiva del vecchio museo di circa un terzo. Un nuovo ampliamento, progettato da Adolfo Natalini insieme allo Studio Guicciardini&Magni seguendo l'idea museologica del direttore Mons. Timothy Verdon, è stato realizzato dal 2012 al 2015 ampliandosi con l'acquisizione  degli spazi attigui dell'antico Teatro degli Intrepidi (1779). Il nuovo allestimento è concepito come un percorso didattico che si snoda su 28 sale, disposte su tre piani, per 6.000 m² dove più di settecento opere d'arte, tra cui un gran numero di capolavori, offrono una panoramica completa dello sviluppo della storia degli edifici monumentali dell'Opera di Santa Maria del Fiore dalla fine del Duecento alla fine dell'Ottocento. Le opere sono esposte con attenzione alla loro originale collocazione e la visita è arricchita da numerosi apparati didascalici testuali, video e digitali interattivi.

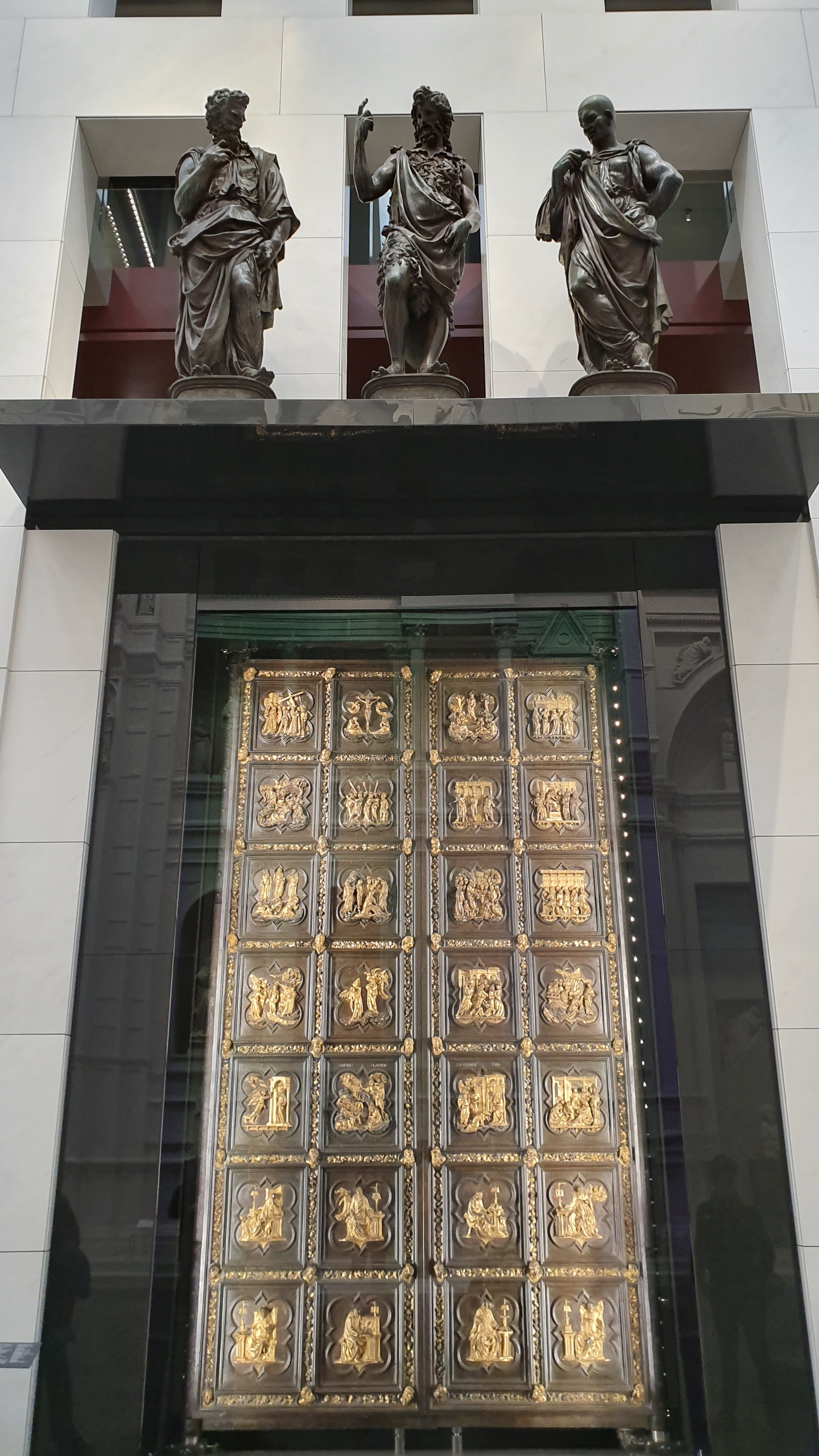
Lorenzo Ghiberti, Porta Nord, 1403-24

All'ingresso si trova il gruppo statuario della Gloria di San Giovanni Battista, di Girolamo Ticciati (1732), che un tempo decorava l'altare del Battistero. Si prosegue nel cosiddetto "Corridoio dei nomi": una Hall of Fame delle più importanti personalità della storia dell'Opera del Duomo di Firenze. Si accede quindi alla Galleria delle Sculture, con pregevoli frammenti statuari di Tino di Camaino (dal Battistero) e di Donatello e Nanni di Banco dalla Porta della Mandorla della Cattedrale. Nella grande Sala detta "del Paradiso" si ammirano le tre monumentali porte bronzee del Battistero di San Giovanni, ovvero la Porta detta "Sud" di Andrea Pisano, con le Storie di San Giovanni Battista, la Porta detta "Nord" di Lorenzo Ghiberti con le Storie di Cristo e la Porta detta "del Paradiso", ancora di Lorenzo Ghiberti, con le Storie dell'Antico Testamento. Al di sopra sono disposti i tre gruppi scultorei cinquecenteschi con episodi della vita del Battista, di Giovan Francesco Rustici (Predica del Battista), Andrea Sansovino (Battesimo di Cristo) e Vincenzo Danti (Decollazione di San Giovanni). Di rimpetto si trova la replica in scala 1:1 dell'incompiuta fronte medievale del Duomo con i gruppi scultorei originali che la decoravano, opera di Arnolfo di Cambio e di altri maestri del Trecento. Una sala adiacente ospita a parete i frammenti della facciata di Arnolfo demolita nel 1587, in marmi intarsiati e mosaicati. L'ottava sala è intitolata alla Maddalena: al centro si ammira la commovente Santa Maria Maddalena penitente di Donatello in legno e altri materiali policromati (1455 ca., dal Battistero), collocata in asse a un drammatico Crocifisso ligneo di Giovanni di Balduccio (attr.) e circondata da importanti tavole del Trecento e sculture aventi per soggetto figure femminili di sante. Sul fondo si accede a una sala ottagonale, una cappella consacrata, nella quale si conservano preziosi reliquiari, realizzati da vari orefici tra il Trecento e il Settecento. 
La visita prosegue nella grande Tribuna dove è esposto uno dei grandi capolavori della collezione: la Pietà di Michelangelo, scolpita dal Buonarroti per il proprio monumento funebre tra il 1547 e il 1555 e nella quale Michelangelo ha ritratto sé stesso nel volto del Nicodemo che sorregge il corpo di Cristo deposto dalla Croce tra Maria e la Maddalena. Il visitatore passa quindi per un corridoio dove si conservano frammenti lapidei di diversa provenienza, tra cui i resti delle formelle in marmi intarsiati dell'antico fonte battesimale di San Giovanni (rimosso nel 1577).

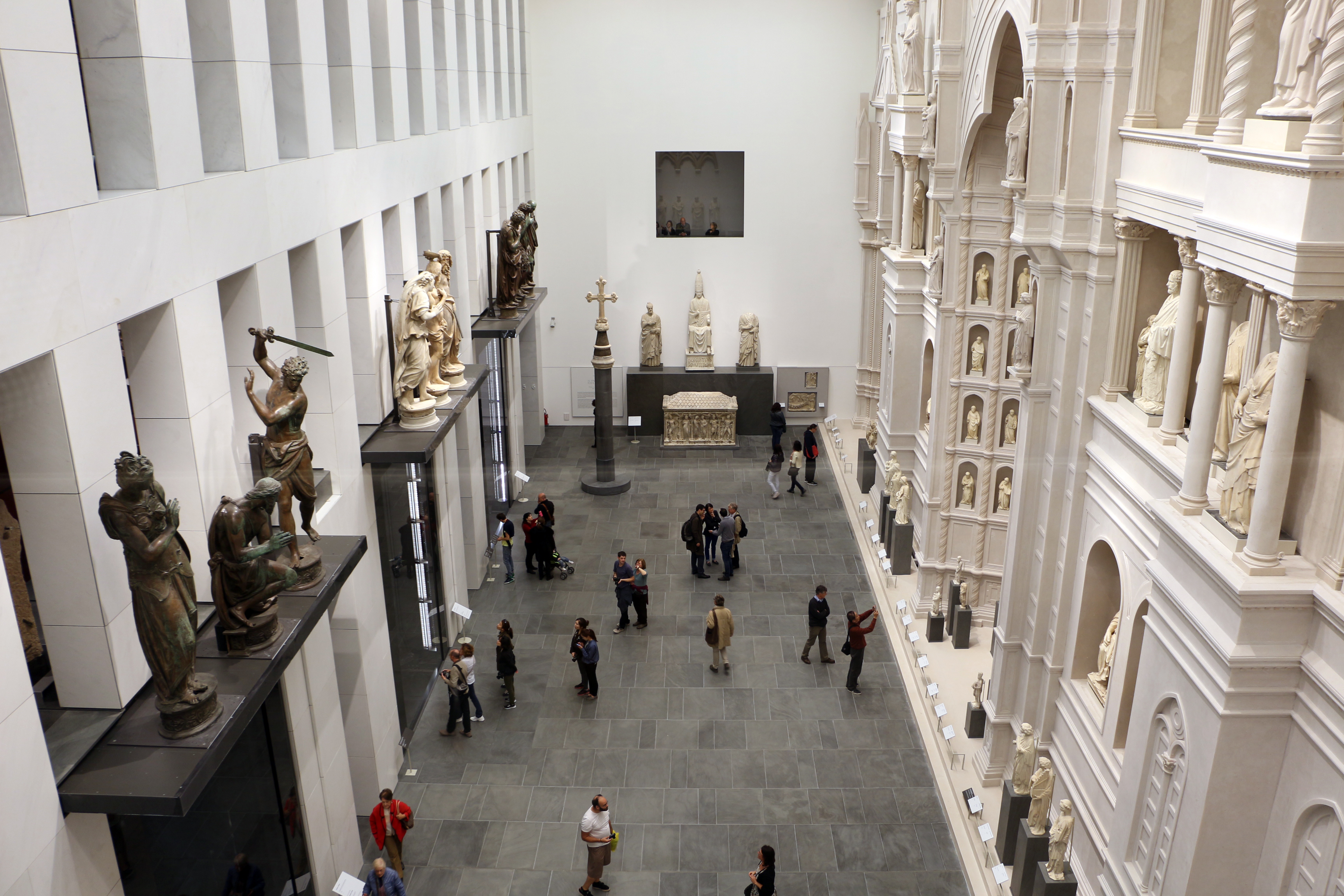
Veduta della Sala del Paradiso

Si sale per un grande scalone moderno lungo il quale è esposta una delle lunette preparatorie per i mosaici dei timpani delle Porte della Cattedrale. Al primo piano si accede quindi alla grande Galleria del Campanile, dove sono conservate le decorazioni scultoree della Torre di Giotto: a sinistra i rilievi dei primi due registri, di Andrea Pisano e collaboratori e Luca della Robbia, raffiguranti le Arti umane (quelli esagonali) e le potenze celesti che le governano (le formelle a losanga con fondo blu in tessere di maiolica); mentre a destra si trovano allineate le sculture raffiguranti Profeti e Sibille, scolpite tra il Trecento e la prima metà del Quattrocento. Tra queste si riconoscono alcuni capolavori di Donatello: il Profeta Abacuc (soprannominato dai fiorentini lo Zuccone per via del cranio calvo), il Profeta Geremia, il Profeta detto "pensieroso" e il Sacrificio di Isacco. Le aperture dei pilastri alle spalle delle sculture permettono di osservare le sculture dei livelli superiori della retrostante replica della facciata arnolfiana nella Sala del Paradiso. 
La quindicesima sala è una Galleria dedicata alla Cupola della Cattedrale e alla figura geniale del suo architetto: Filippo Brunelleschi. Il visitatore viene accolto da due moderni grandi modelli architettonici in scala della Cupola e della sua Lanterna con spaccato in sezione; a destra, è conservata la maschera funebre di Brunelleschi tra i due modelli lignei originali della Cupola e della Lanterna. A sinistra si possono vedere vari modelli con proposte per il completamento della decorazione del tamburo della Cupola (XV e XVI secolo) e gli attrezzi originali del cantiere della sua costruzione.
Da un vano adiacente una finestra panoramica permette di godere dall'alto della sottostante Sala del Paradiso.
Il percorso prosegue nella Sala detta delle Navate, dove si conservano diversi dipinti e sculture del Trecento rimossi nel corso dei secoli dalla Cattedrale. Questa sala è collegata per uno dei grandi archi marmorei che decoravano il coro cinquecentesco a una seconda sala, dove si ammirano affrontate le cantorie di Donatello e di Luca della Robbia, veri capolavori del primo Rinascimento. Nello stesso ambiente sono conservate altre pregevoli opere: una formella di Donatello con la Creazione di Eva, il famoso Reliquiario del Libretto e un dittico in micro-mosaico bizantino.
Da qui si passa a un ambiente ottagonale dedicato ad alcuni rilievi scolpiti da Baccio Bandinelli e da Giovanni dell'Opera per il coro di Santa Maria del Fiore rimossi nell'Ottocento. La sala adiacente conserva i più preziosi tesori del Battistero: l'Antependium istoriato con Storie del Battista, detto "Altare argenteo di San Giovanni", capolavoro di oreficeria toscana del 1367-1483; la grande Croce in argento smaltato di Antonio Pollaiolo e Betto Betti (1457-59) e 27 ricami del Parato di San Giovanni, eseguiti su disegno del Pollaiolo nel 1466-88.
Segue una sezione composta di cinque sale dedicata ai progetti ottocenteschi di realizzazione e decorazione della facciata della Cattedrale: qui si conservano un gran numero di disegni e dipinti architettonici inviati all'Opera del Duomo in occasione dei diversi concorsi banditi per questo progetto e bozzetti per le sculture della facciata e delle nuove porte di bronzo.
Al secondo piano si accede a una ampia galleria, aperta su un lato sulla Sala del Paradiso, dove in una serie di grandi teche è esposta una serie di grandi modelli lignei per il rifacimento della facciata della Cattedrale tardo cinquecenteschi e seicenteschi, opera di Buontalenti, Giambologna, Dosio e altri.
Una sala sul fondo permette di godere di una doppia veduta comparata: in basso verso la Galleria della Cupola, in alto, per mezzo di una finestra belvedere, verso la Cupola reale.
Dalla parte opposta della Galleria dei Modelli si passa di fronte a due grandi tele cinquecentesche e si accede quindi a due sale contigue; nella seconda, all'interno di una grande vetrina sono esposti preziosi parati sacri e in una teca si ammira la famosa Madonna di Giotto detta "Madonna di San Giorgio alla Costa". A fianco di questa, da una finestra belvedere si gode di un affaccio sulla Sala del Paradiso dal lato destro della replica della facciata medievale. 

## Opere principali

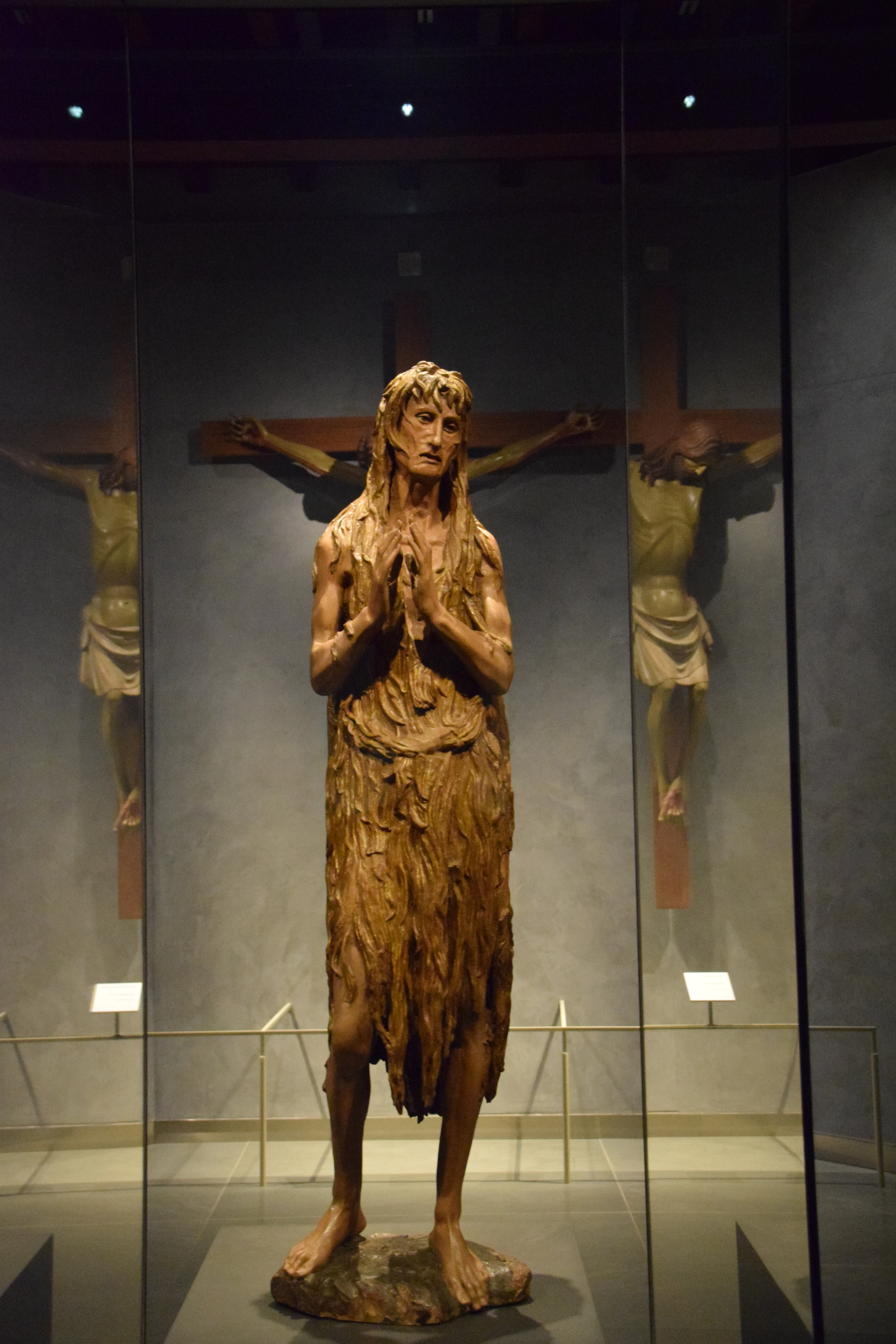
Donatello, Maddalena penitente, 1455 ca.
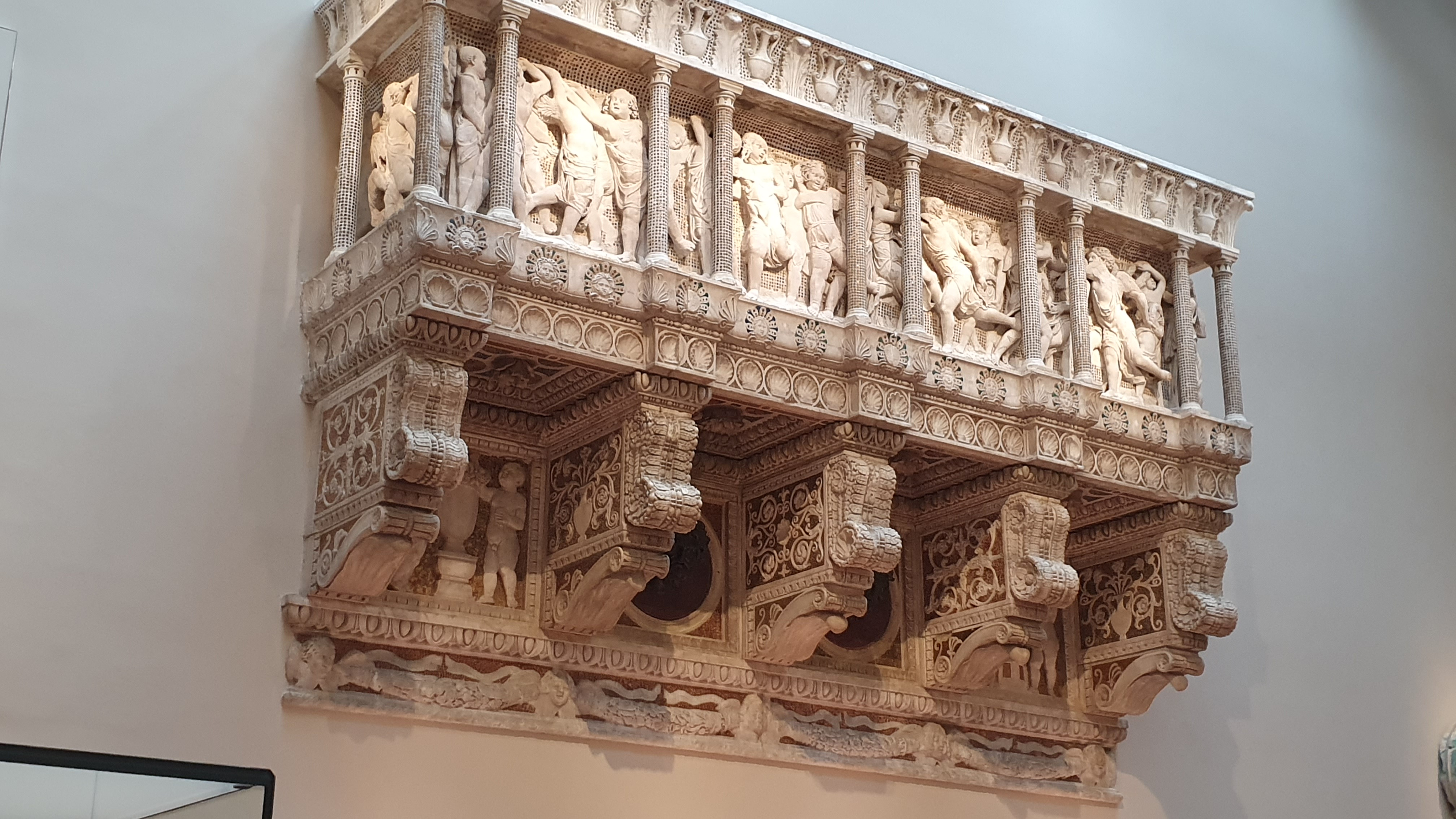
Cantoria di Donatello, 1433-39
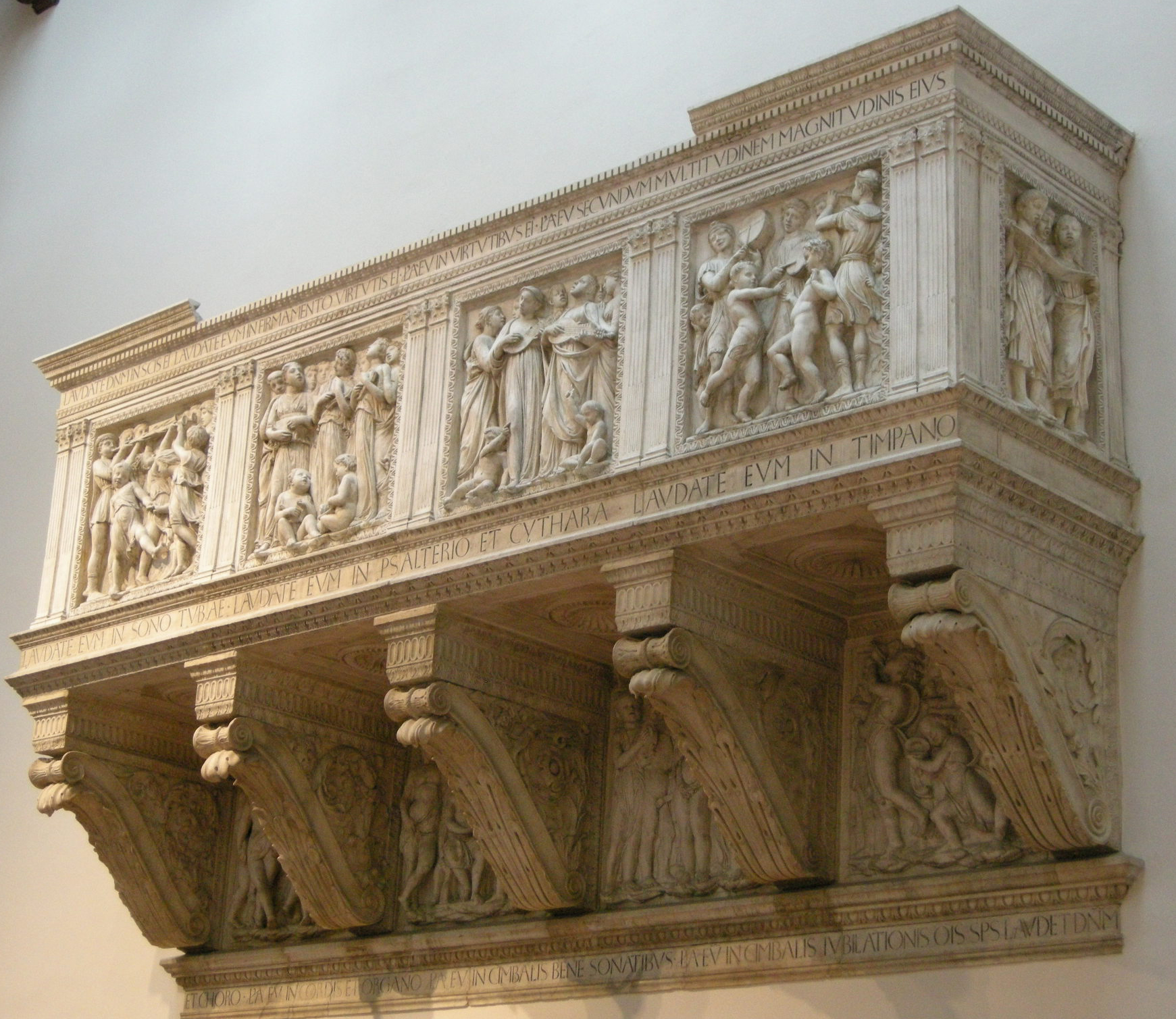
Ricostruzione ottocentesca della Cantoria di Luca della Robbia con calchi dei rilievi originali
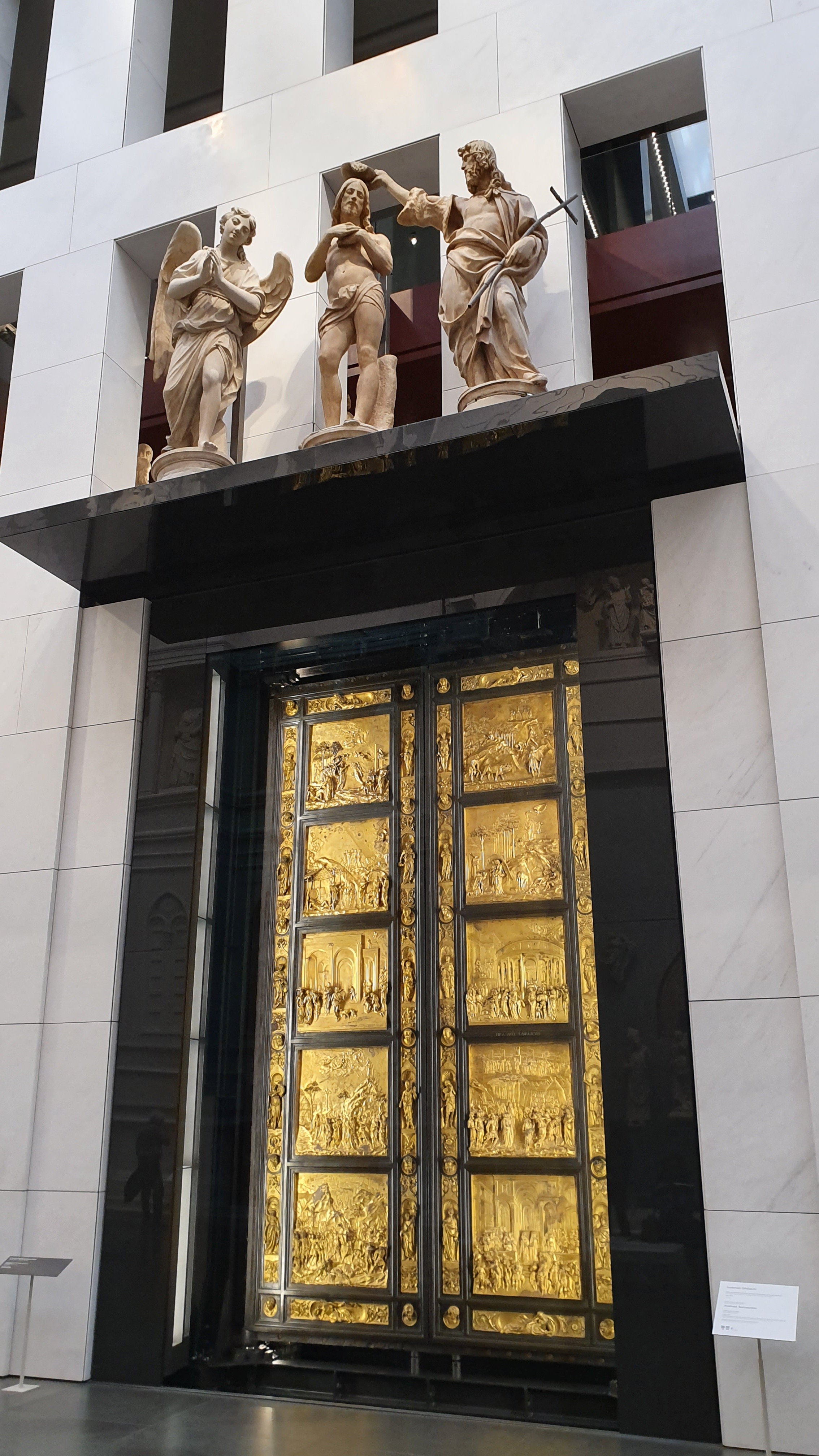
Lorenzo Ghiberti, Porta del Paradiso, 1425-52
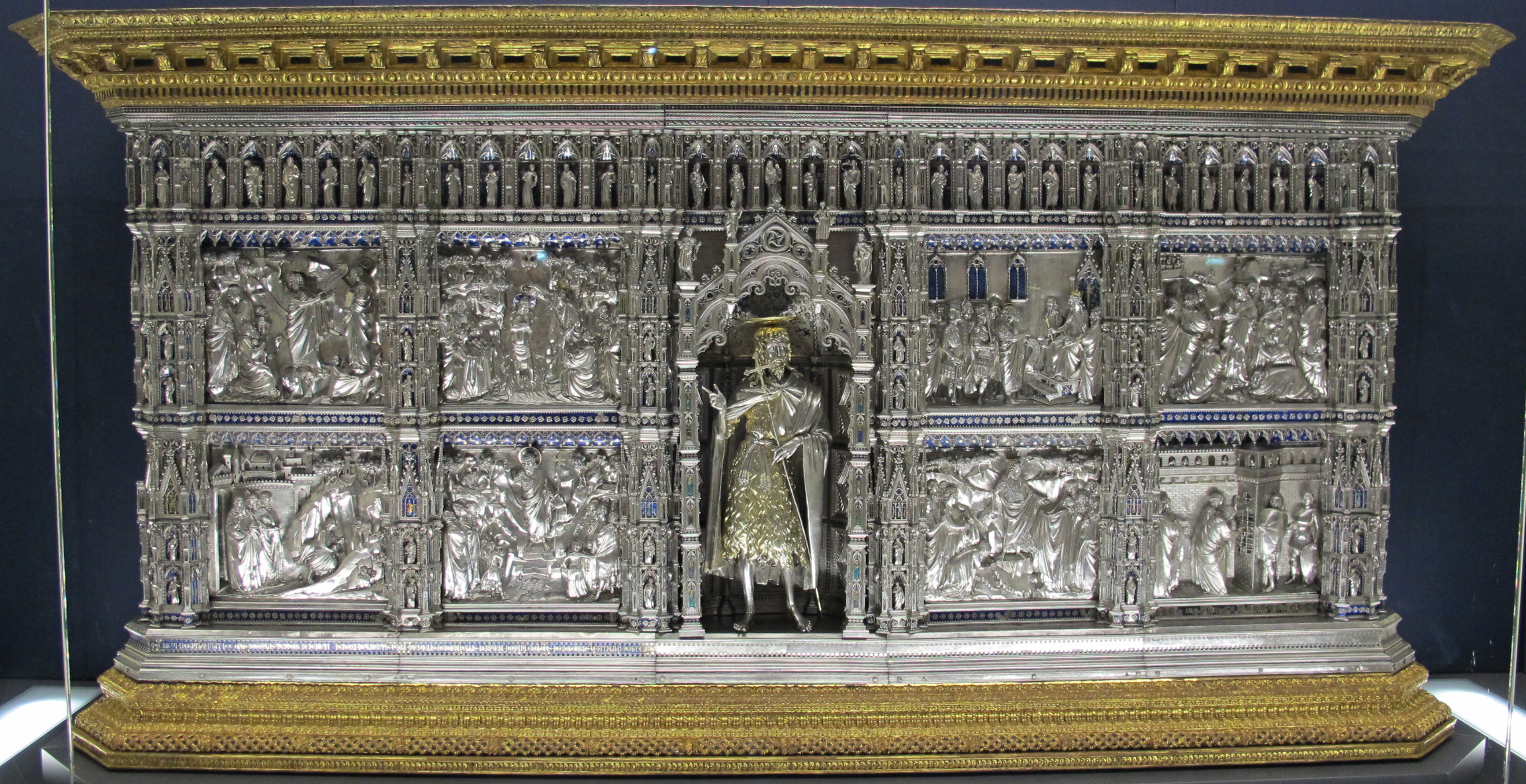
Orefici vari, Antependio del Battistero, detto "Altare d'argento di San Giovanni", 1367-1483
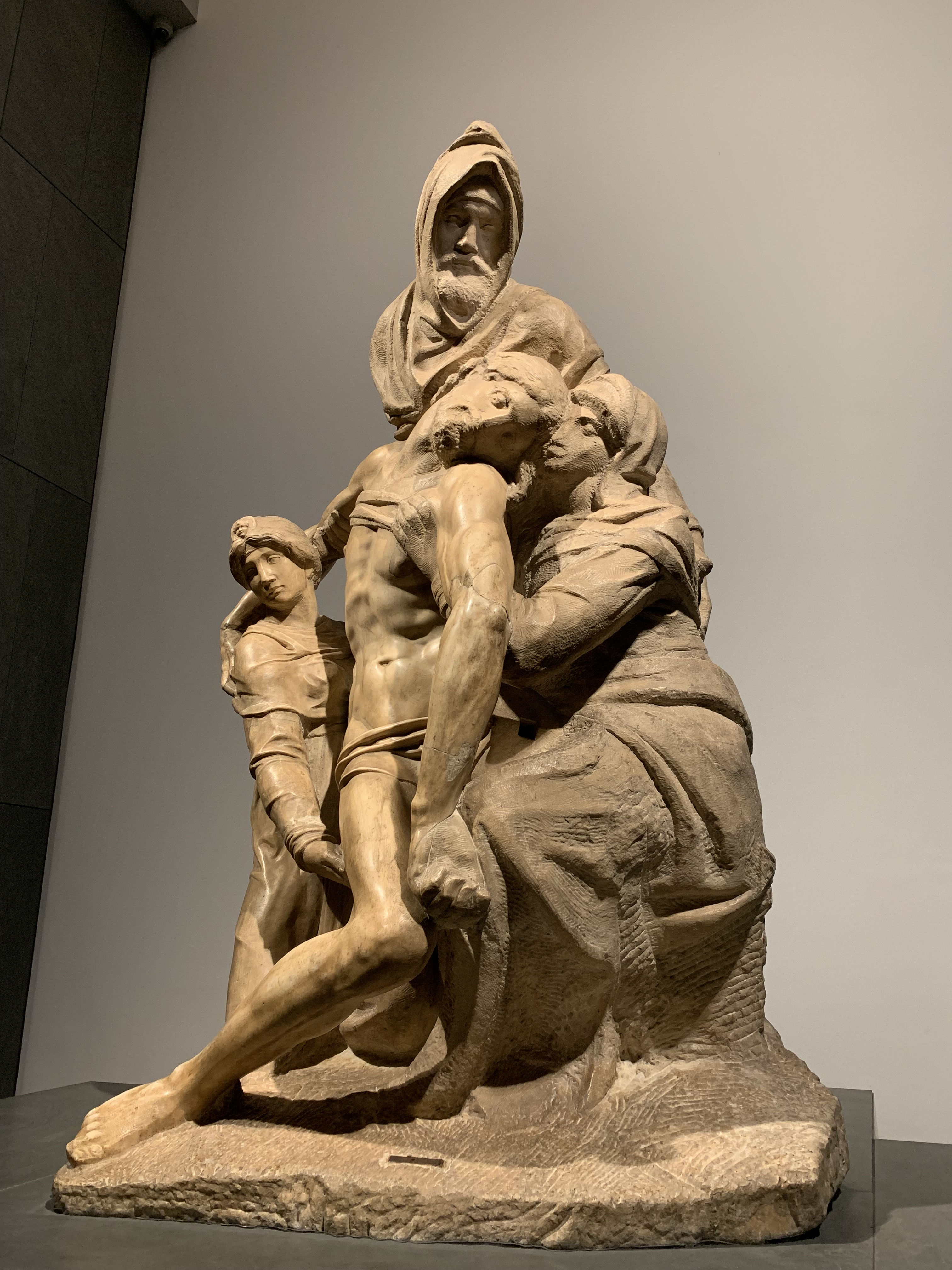
Michelangelo, Pietà del Duomo di Firenze
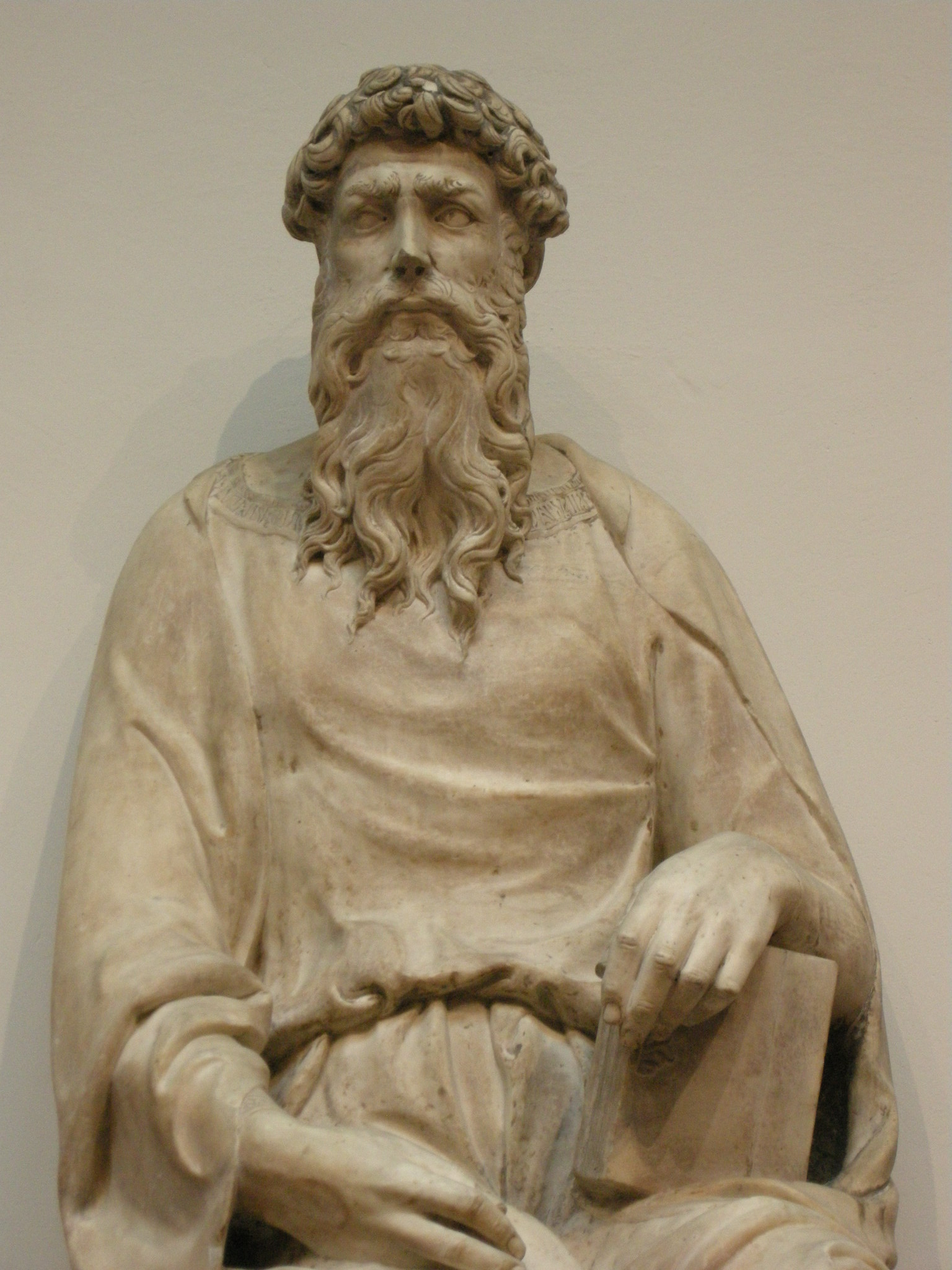
Donatello, San Giovanni Evangelista
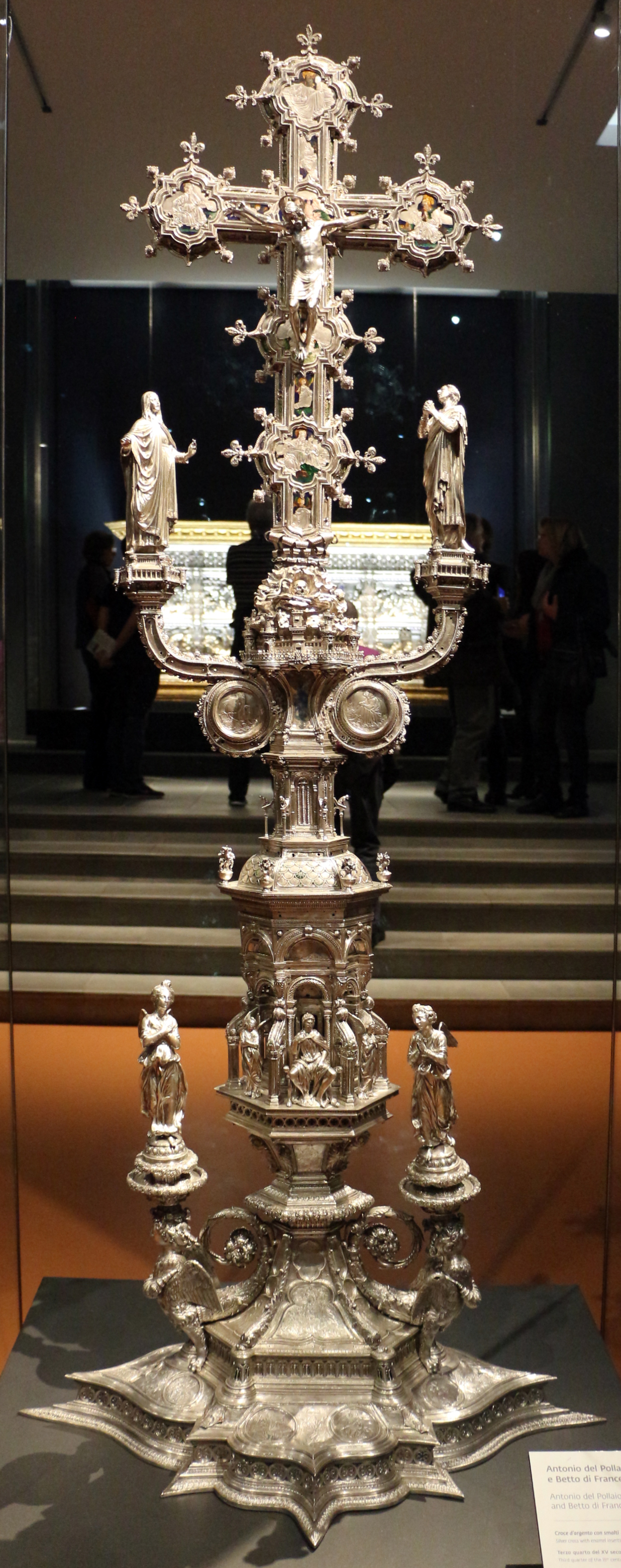
Antonio del Pollaiolo e Betto di Francesco Betti, Croce di San Giovanni, 1457-59
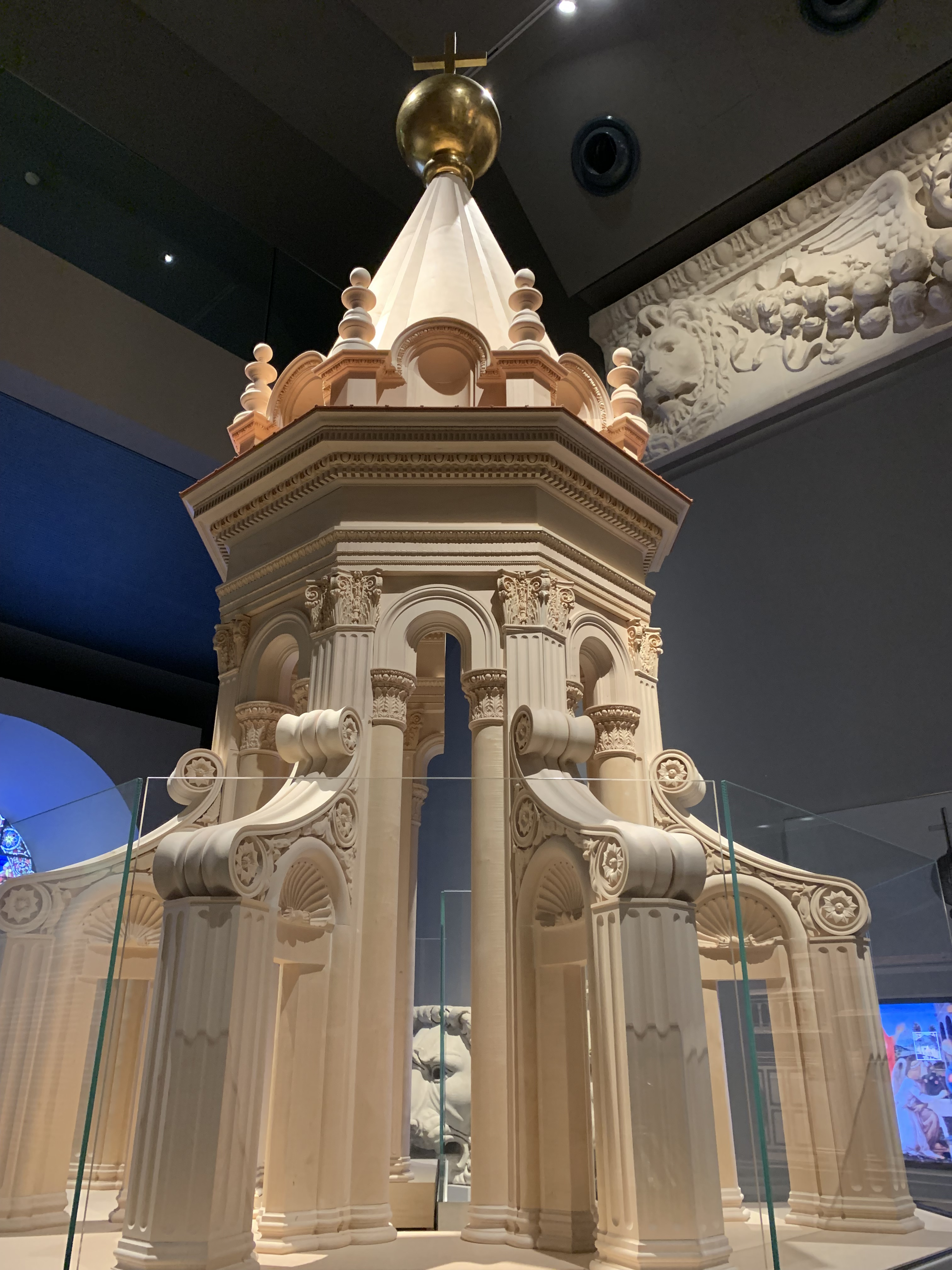
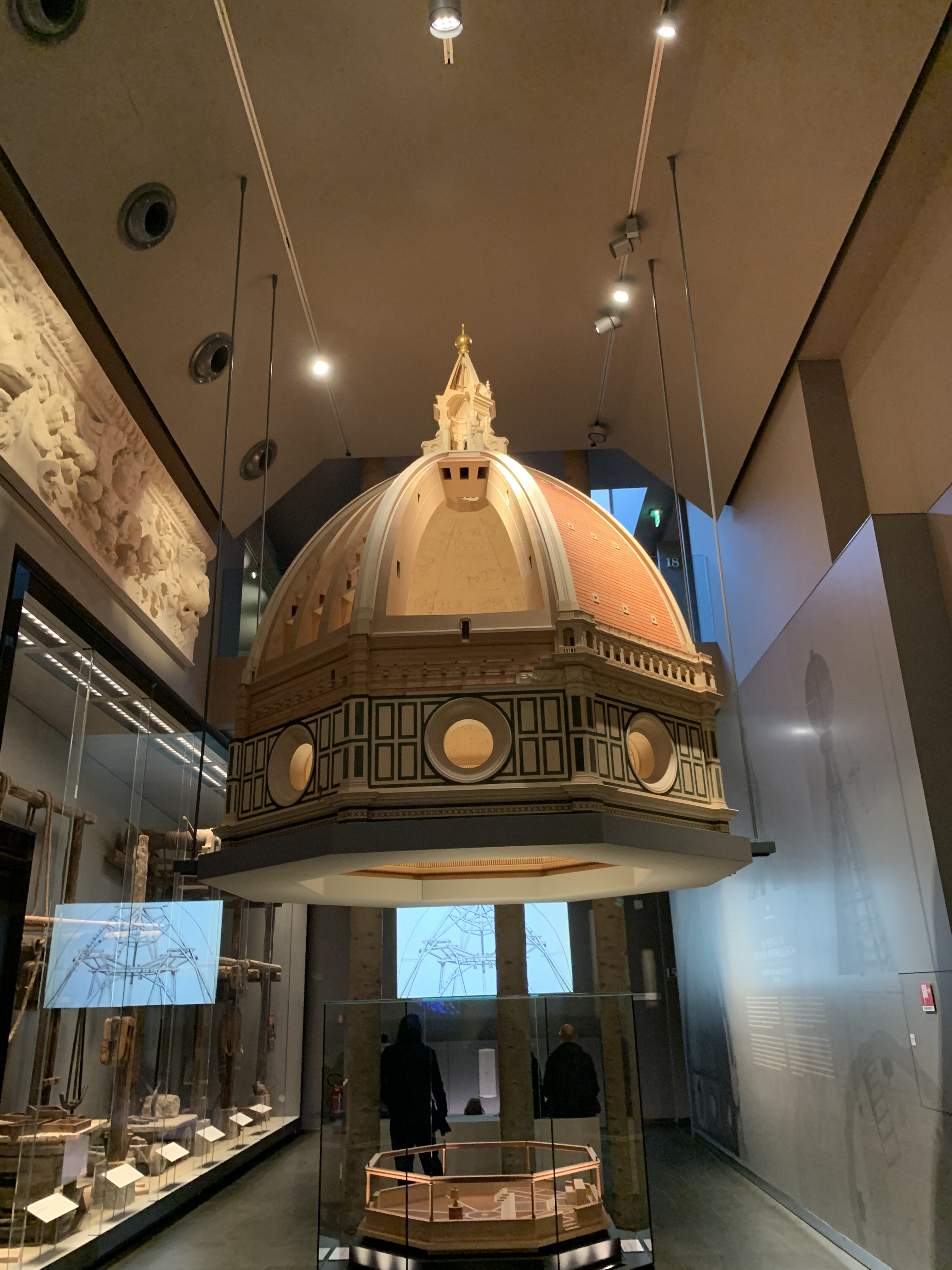
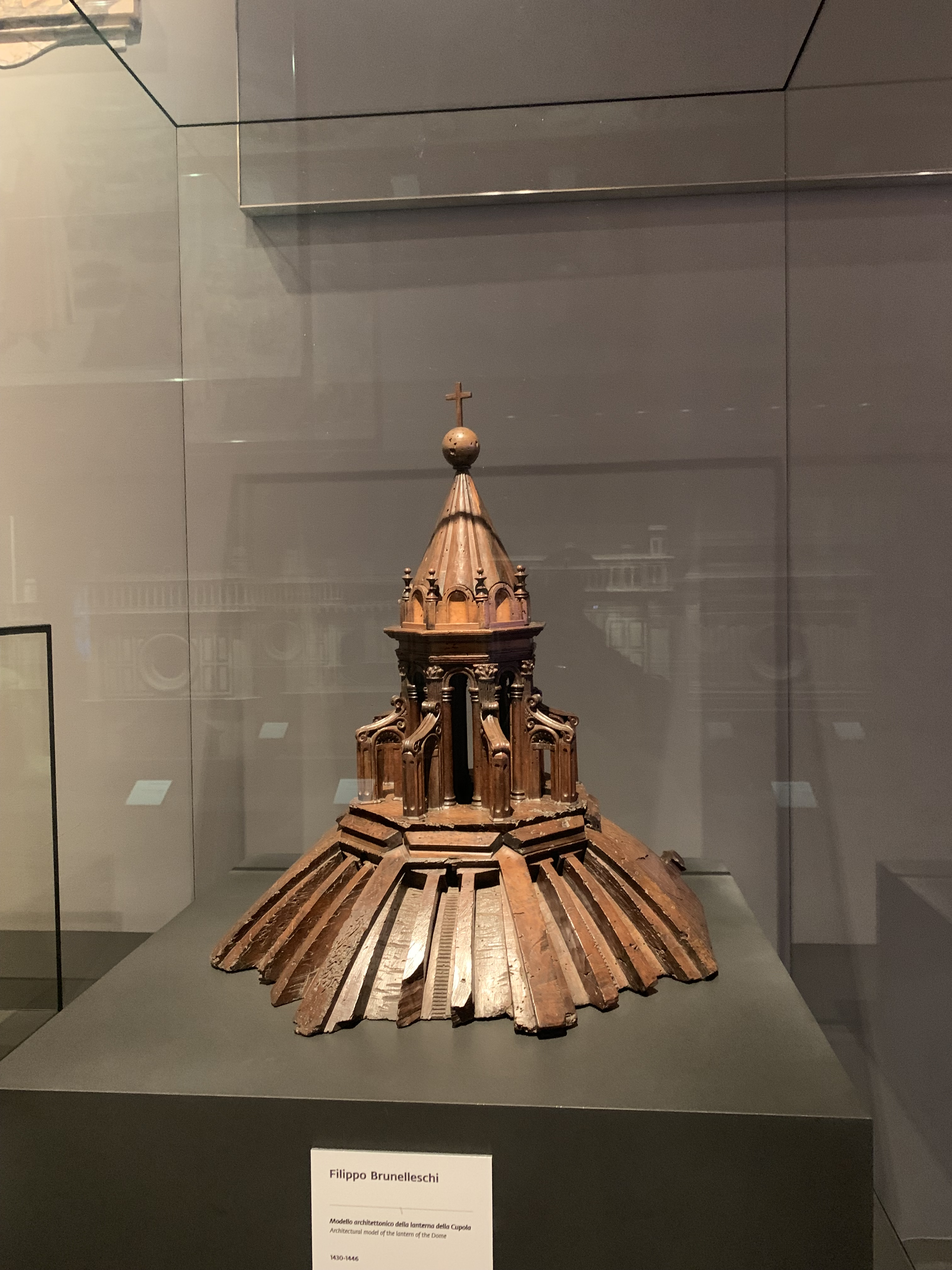

Autori vari
- Altare argenteo di San Giovanni

Arnolfo di Cambio
- Statua di Bonifacio VIII
- Madonna dagli occhi di vetro
- Madonna della Natività

Tino di Camaino
- Speranza
- Fede
- Sibilla
- Battesimo di Cristo
- Testa del Battista

Donatello
- Creazione di Eva
- Profeta imberbe
- Profeta pensieroso
- Profetino
- Sacrificio di Isacco
- Cantoria
- Geremia
- San Giovanni Evangelista
- Zuccone
- Maddalena penitente

Nanni di Banco
- Profetino
- San Luca

Luca della Robbia
- Cantoria

Antonio del Pollaiolo
- Croce del Tesoro di San Giovanni
- Parato di San Giovanni

Michelangelo
- Pietà dell'Opera del Duomo (Pietà Bandini)